# Stary Janków
Stary Janków – wieś w Polsce położona w województwie mazowieckim, w powiecie wołomińskim, w gminie Radzymin. Ma status sołectwa.
W latach 1975–1998 miejscowość administracyjnie należała do województwa warszawskiego.
Wierni Kościoła rzymskokatolickiego należą do parafii św. Jana Pawła II w Radzyminie.

## Historia
Pod koniec wieku XIX wieś w Powiecie radzymińskim w Guberni warszawskiej.
W roku 1921 naliczono tu 16 budynków z przeznaczeniem mieszkalnym oraz 89. mieszkańców (37. mężczyzn i 52 kobiety). Wszyscy podali narodowość polską i wyznanie rzymskokatolickie.
7 września 1939 niemieckie myśliwce zestrzeliły nad Starym Jankowem polski bombowiec PZL.37B Łoś, który przymusowo lądował; pomiędzy załogą a żołnierzami niemieckimi wywiązała się walka, w wyniku której zginęło trzech lotników: kapral strzelec radiotelegrafista Jerzy Młodecki i kapral strzelec radiotelegrafista Stanisław Basaj oraz porucznik obserwator Włodzimierz Gajewski.